# Adhemarius donysa
Espèce
Adhemarius donysa  est une espèce de lépidoptère (papillons) de la famille des Sphingidae, de la sous-famille des Smerinthinae, de la tribu des Ambulycini, et du genre Adhemarius.

## Description

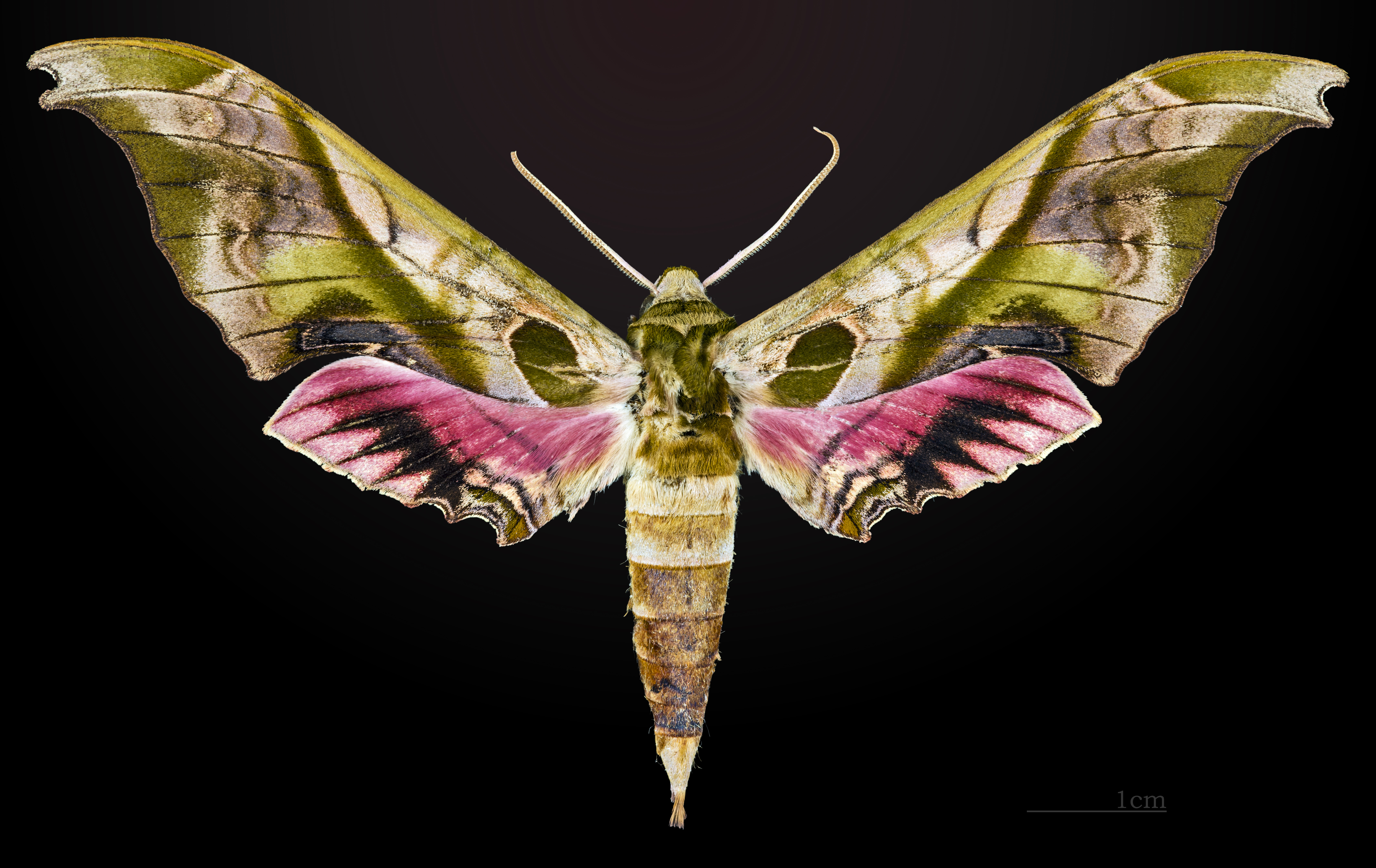
Face dorsale du mâle - MHNT
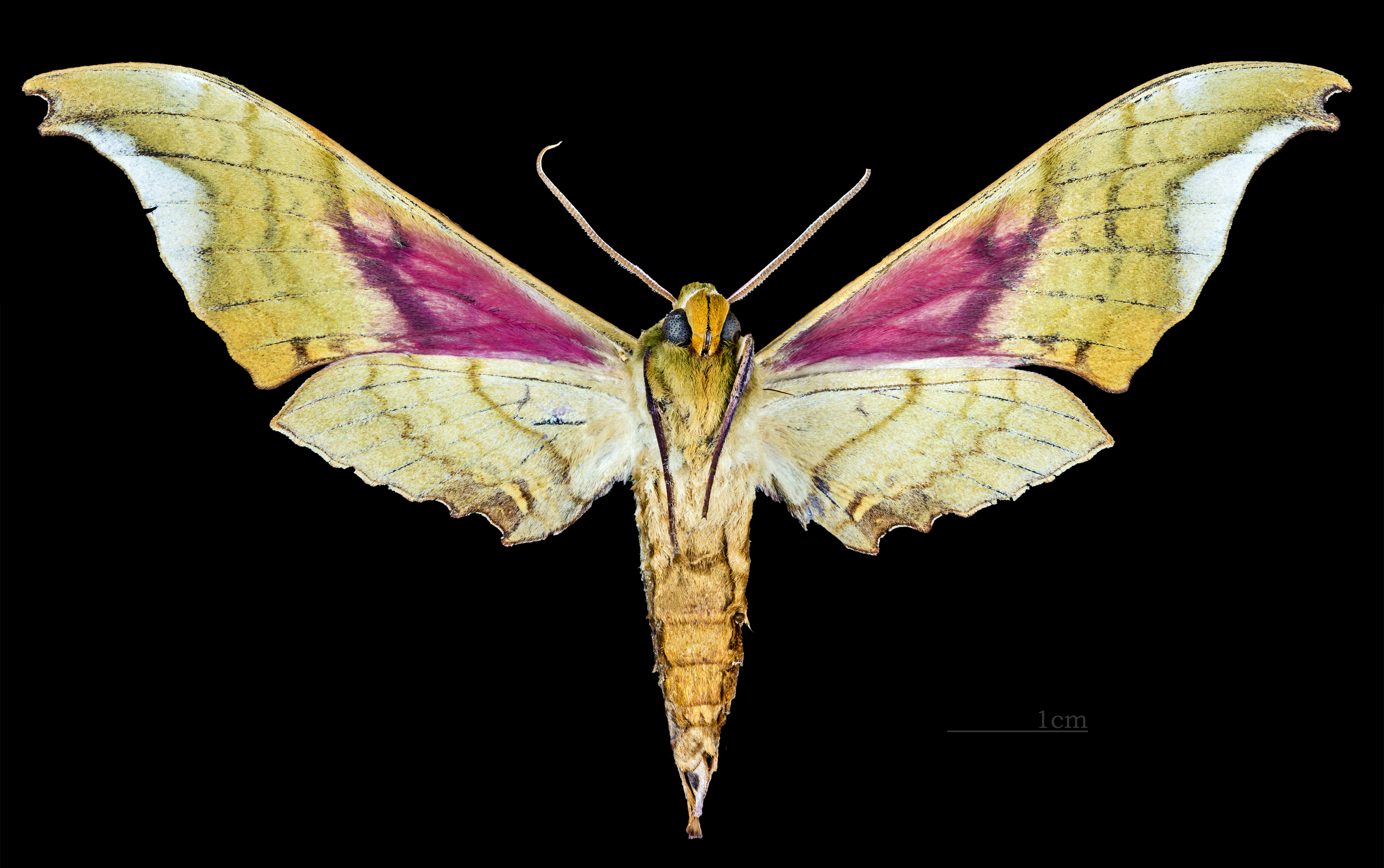
△ revers du mâle - MHNT
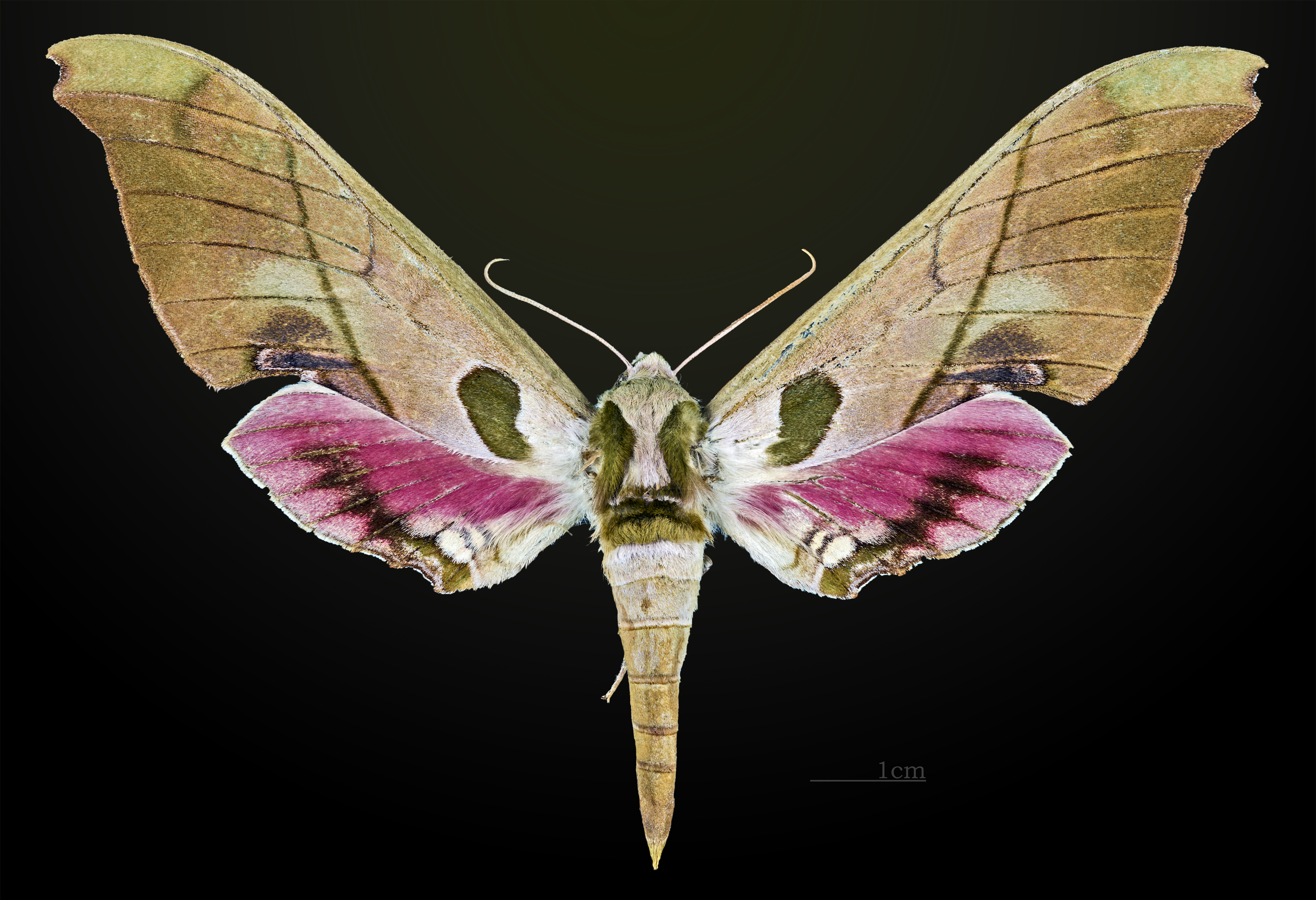
Face dorsale de la femelle - MHNT
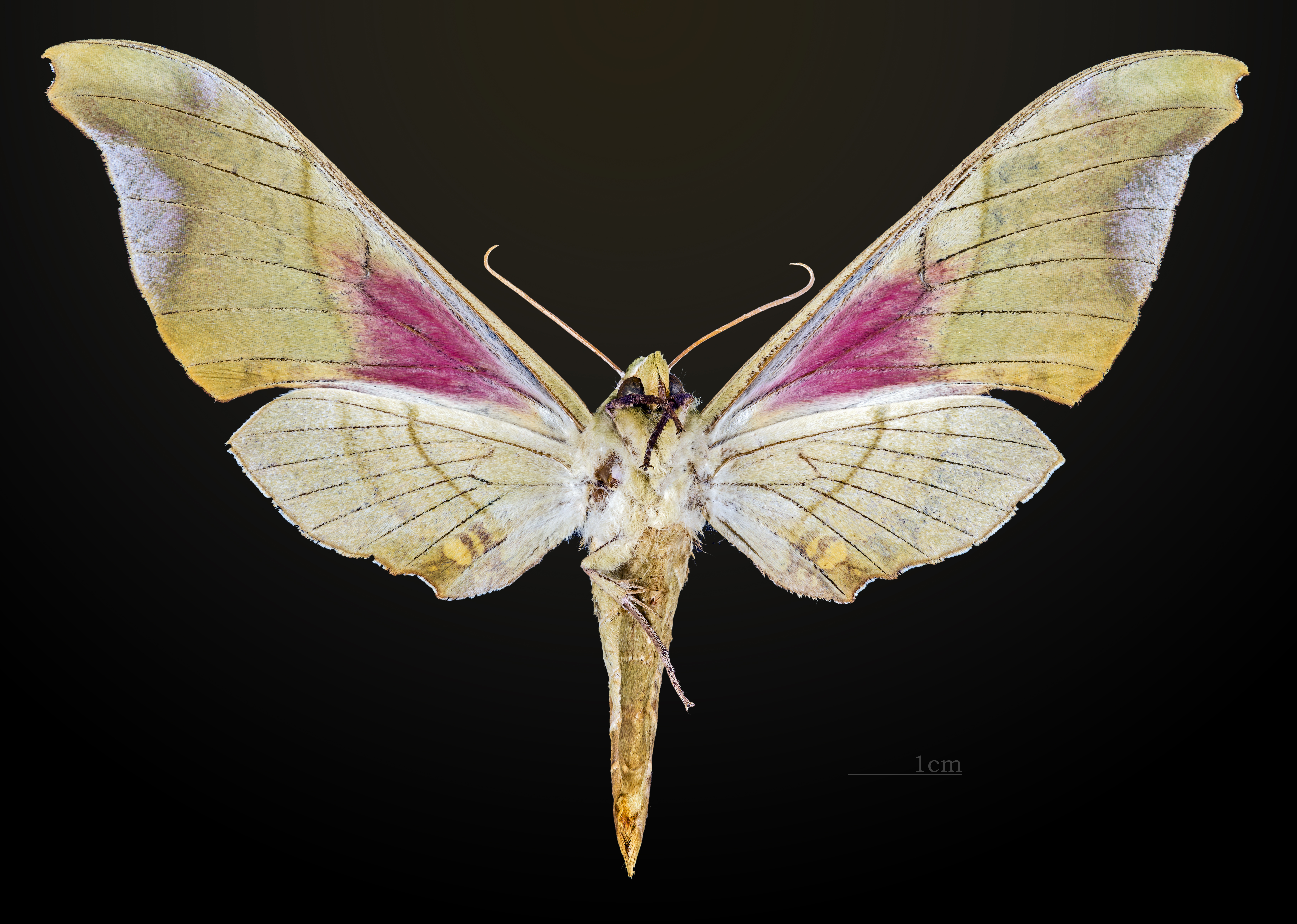
△ revers de la femelle - MHNT

## Répartition
L'espèce est connue au Mexique.

## Systématique
L'espèce Adhemarius donysa a été décrite par l'entomologiste britannique Herbert Druce en 1889, sous le nom initial d’Ambulyx donysa.

### Synonymie
- Ambulyx donysa Druce, 1889 Protonyme

## Biologie
Il semble exister deux générations par an.